# Gazette du Canada

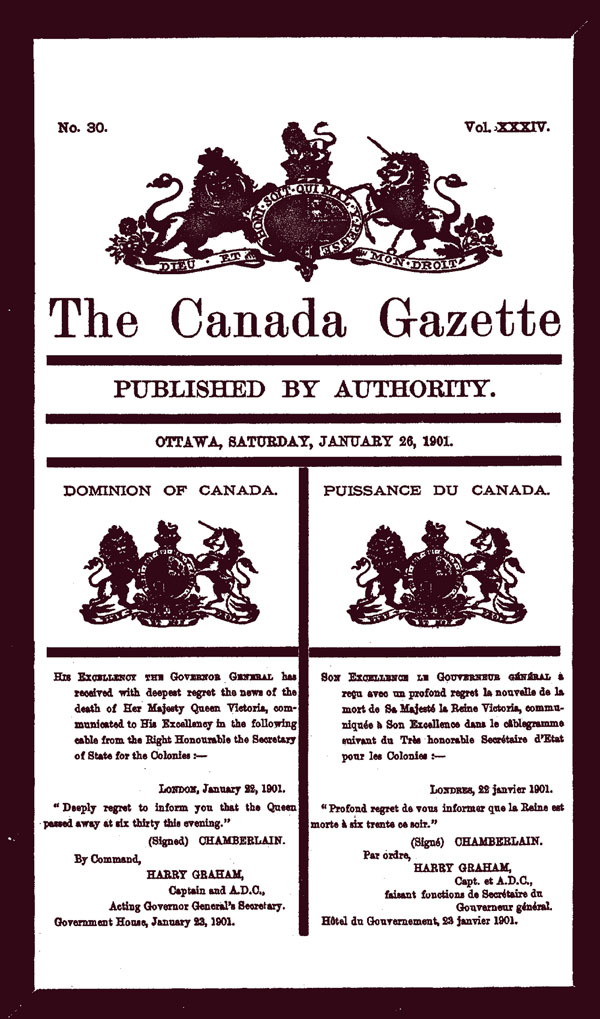
Canada Gazette en 1901.

La Gazette du Canada (en anglais : Canada Gazette) est le journal officiel du Canada. Elle est publiée depuis 1841 dans les deux langues officielles du pays, soit l'anglais et le français.
L'édition du journal est confiée à l'Imprimeur du Roi en vertu de la Loi sur les textes réglementaires.

## Parties
La Gazette du Canada est publiée en trois parties différentes:
- Partie I – Elle est publiée chaque semaine; elle comprend les renseignements exigés par une loi ou un règlement du Canada, y compris les avis provenant du secteur privé et les projets de règlement ;
- Partie II – Elle est publiée toutes les deux semaines Elle comprend les règlements et les documents liés aux ministères ;
- Partie III – Cette partie comprend les lois du Parlement, qui sont publiées aussitôt que possible après avoir obtenu la sanction royale.